# ヒトデカズラ
ヒトデカズラ Philodendron selloum K. Koch は、サトイモ科の植物。直立する茎から大型の葉を出し、葉身は大きく裂ける。

## 特徴
大型で、茎は直立する。茎は木質化し、葉が脱落した跡は円形の斑紋のようになって残り、後にそこから太い気根が出る。茎の太さは径10cmに達し、表面は灰褐色。葉は茎の頂端の部分から多数が集まって出る。葉柄は長さ1mに達する。葉身は全体としては三角状広卵形をなし、革質、深緑色で光沢がある。大きさは30-100cmになる。葉身は羽状に深く裂け、基部の裂片はさらに羽状に裂ける。なお、幼い植物では葉は丸くて裂けないが、3年目くらいから切れ込むようになる。
花は日本では5-6月に葉腋から出る。仏炎苞は長さ30cmで緑色。内面は白く、基部は筒状になり、肉穂花序は白。

## 送粉系
送粉者はコガネムシ科カブトムシ亜科スジコガネモドキ族の Erioscelis emarginata が独占的に担っている。肉穗花序が雌性期（花序の中の雌花だけ開花していて雄花は蕾の段階）の開花期を迎えると、夕方の薄暮時に仏炎苞は匂いで E. emarginata を誘引し、内側の白くて明るく見える箇所に引き付けてそこにある肉穗花序に訪花させる。この時、以前に他の花序で他の株の花粉を付着させている個体がいると、花序の中の雌花の柱頭に花粉が付着して受粉が成立する。雌花の受粉能が失われ、雄花が開花して葯から花粉があふれ出すまでの間、仏炎苞は匂いと発熱で E. emarginata を仏炎苞の内側の肉穗花序に留めさせ続ける。花序にびっしりたかった E. emarginata が雄性期（雌花の受粉能が失われて雄花が開花している段階）の花序からの花粉にまみれると、仏炎苞は誘因刺激を喪失し、送粉者は花序から離脱して飛び立っていく。このサイクルが繰り返されることで、他家受粉が成立する。

## 分布
南アメリカのブラジルからパラグアイにかけて分布する。

## 類似種
オオヒトデカズラ P. bipinnatifidum は本種によく似ていて、より葉の裂片が数多く、また葉裏の葉脈が桃色を帯びる。

## 利用
観葉植物として栽培される。いわゆるフィロデンドロンの代表種である。呼称としては学名カナ読みのフィロデンドロン・セレウムも用いられる。大型で立派なために植物園でもよく栽培されている。耐寒性もあり、霜に当たらなければ越冬出来る。日本では昭和初年に小石川植物園に持ち込まれた。
なお、本種と P. speciosum との交配種があり、これを P. ×evansii という。大型で美しいものである。